# Procladius parvulus
Procladius parvulus är en tvåvingeart som först beskrevs av Jean-Jacques Kieffer 1918.  Procladius parvulus ingår i släktet Procladius och familjen fjädermyggor. Inga underarter finns listade i Catalogue of Life.